# Pericosia
Pericosia is een geslacht van wantsen uit de familie van de Miridae (blindwantsen). Het geslacht werd voor het eerst wetenschappelijk beschreven door José Cândido de Melo Carvalho en Luis Antônio Alves Costa in 1992.

## Soorten
Het genus is monotypisch en bevat alleen de volgende soort:

- Pericosia sinaloensis Carvalho & Costa, 1992